# میروسلاو ژیتنیاک
میروسلاو ژیتنیاک (کرواتی: Miroslav Žitnjak؛ زادهٔ ۱۵ سپتامبر ۱۹۶۷) بازیکن سابق و مربی فوتبال اهل کرواسی است.
از باشگاه‌هایی که در آن بازی کرده‌است می‌توان به باشگاه فوتبال اوسیک، باشگاه فوتبال لیریا، و باشگاه فوتبال زاگرب اشاره کرد.
وی همچنین در تیم‌های ملی فوتبال زیر ۲۱ سال یوگسلاوی و کرواسی بازی کرده‌است.